# Islamische Gemeinschaft in Serbien

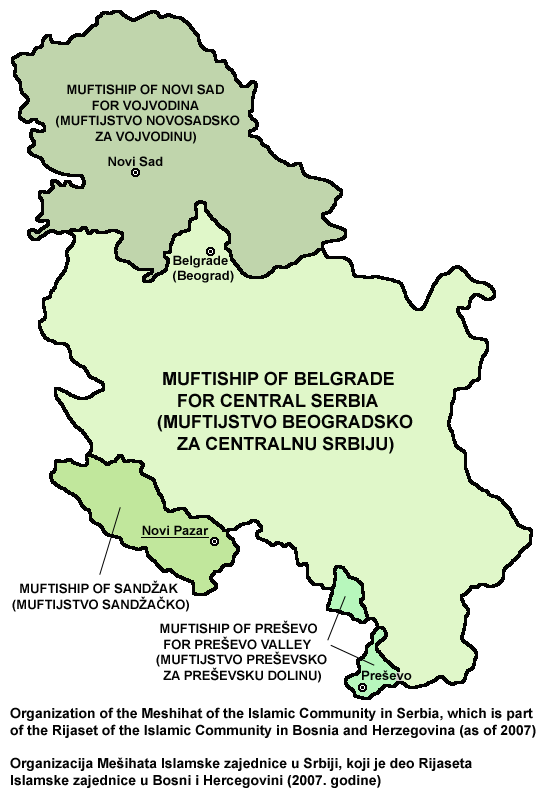
Islamische Gemeinschaft in Serbien

Die Islamische Gemeinschaft in Serbien (serbisch-kyrillisch Исламска заједница у Србији, Islamska zajednica u Srbiji – IzuS) mit Hauptsitz in Novi Pazar ist eine der beiden Organisationen der muslimischen Gläubigen in Serbien. Die andere ist die Islamische Gemeinschaft Serbiens (IZS). Sie wurde im Jahr 2007 in Novi Pazar gegründet. 

## Aufbau
Die Islamische Gemeinschaft in Serbien ist Teil des Rijaset der Islamischen Gemeinschaft in Bosnien und Herzegowina (Rijaseta Islamske zajednice u Bosni i Hercegovini) und ist in vier Muftiate unterteilt: Sandžak (zuständig für die Region Sandžak, Sitz in Novi Pazar), Preševo (zuständig für die südserbischen Gemeinden Preševo, Bujanovac und Medveđa, Sitz in Preševo), Novi Sad (zuständig für die nordserbische autonome Provinz Vojvodina, Sitz in Novi Sad) und Belgrad für Zentralserbien (Sitz in Belgrad). An der Spitze der Islamischen Gemeinschaft in Serbien steht Mevlud Dudić, zuvor war es Großmufti Muamer Zukorlić, der zugleich Mufti des Sandžak ist.

## Geschichte
Als nach dem Gesetz über die Kirchen und religiösen Gemeinschaften von 2006 für jede der sieben anerkannten Religionen in Serbien eine Körperschaft auf nationaler Ebene gebildet werden sollte, registrierte sich zunächst am 30. Juli 2007 die Islamische Gemeinschaft in Serbien (Islamska zajednica u Srbiji). Wenige Monate später bildete sich jedoch die rivalisierende Islamische Gemeinschaft Serbiens (Islamska zajednica Srbije). Dies beruhte vorwiegend auf persönlichen und politischen Konflikten. Die Führung des IZS lehnt die Führung der IzuS ab. Letztere wurde von dem bosniakisch-nationalistischen Politiker Sulejman Ugljanin, dem Führer der Partei der demokratischen Aktion (SDA) des Sandžak unterstützt. 
Eine trennende Frage ist die Beziehung zur islamischen Gemeinschaft von Bosnien und Herzegowina. Die IzuS wünscht eine enge Anbindung der islamischen Gemeinschaft im Sandžak, wo sich die meisten Muslime als Bosniaken identifizieren, an Sarajevo und der in Preševo, wo die meisten Muslime ethnische Albaner sind, an den Kosovo, während die IZS diese Gemeinschaften unter rein serbischer Kontrolle halten will. Beide Verbände sprechen dem jeweils anderen die Legitimität und Legalität ab und haben sich sogar gewaltsame Auseinandersetzungen geliefert.
Das serbische Religionsministerium erkennt beide Gemeinschaften an, nur die IzuS wird aber auch von den benachbarten islamischen Gemeinschaften in Bosnien und Herzegowina, Montenegro, Kosovo und Nordmazedonien als Partner anerkannt. Sie kontrolliert eine Mehrheit der Moscheen und islamischen Organisationen im Land, ist aktiver und besser organisiert als ihre Rivalin.
An der Spitze der Islamischen Gemeinschaft in Serbien steht als Exekutivgremium der Meschihat (Mešihat, „Rat“), der vom Obermufti geleitet wird. Der Verband betreibt die Fakultät für islamische Studien sowie die Medrese „Gazi Isa-beg“ in Novi Pazar, die Monatszeitung Glas Islama („Stimme des Islam“), den islamische Verlag El Kelimeh, eine „Internationale Huminitäre Organisation“, ein Medienzentrum, eine Agentur für die Halāl-Zertifizierung, eine Bibliothek und zwei Kindergärten. Der IzuS sind außerdem ein Frauen- und ein Jugendverband sowie ein Verband der Ulema (Religionsgelehrten) zugeordnet.